# Lee Jae-min
Lee Jae-min (kor. 이재민; * 29. Mai 1987 in Bucheon) ist ein südkoreanischer Fußballspieler.

## Karriere
Lee Jae-min erlernte das Fußballspielen in der Universitätsmannschaft der Korea University. Seinen ersten Vertrag unterschrieb er 2010 bei Ulsan Dolphin. Das Fußballfranchise aus Ulsan spielte in der damaligen dritten koreanischen Liga, der Korea National League. Mitte 2010 wechselte er nach Japan. Hier schloss er sich Vissel Kōbe an. Mit dem Verein aus Kōbe spielte er in der ersten Liga, der J1 League. Nach 16 Erstligaspielen kehrte er im Mai 2011 zu seinem ehemaligen Verein Ulsan Dolphin zurück. 2013 zog es ihn nach China. Hier nahmen ihn die YB Baekdu Tigers unter Vertrag. Der Klub aus Yanji spielte in der zweiten Liga, der China League One. Nach einem Jahr wechselte er nach Thailand. In Bangkok unterschrieb er einen Einjahresvertrag beim Zweitligisten Bangkok FC. Nachdem sein Vertrag nicht verlängert worden war, war er von Januar 2015 bis Juli 2017 vertrags- und vereinslos. Der Gimhae FC, ein südkoreanischer Drittligist, nahm ihn am 1. August 2017 bis Jahresende unter Vertrag. 2018 wechselte er für eine Saison zum Ligakonkurrenten Hwaseong FC nach Hwaseong. Wo er 2019 gespielt hat, ist unbekannt. Im Februar 2020 unterschrieb er einen Vertrag beim Byuksan FC, bei dem er aktuell spielt.

## Erfolge
Ulsan Hyundai Mipo Dockyard Dolphin FC
- Korea National League: 2011